# ケルサン (大型駆逐艦)
ケルサン(Kersaint)は、1930年代にフランス海軍（Marine Nationale)で建造された6隻のヴォークラン級駆逐艦（contre-torpilleurs）のうちの1隻である。同艦は1934年に就役し、艦歴の大半を地中海で過ごした。1936年から1939年にかけてのスペイン内戦では、不介入協定の履行に貢献した。1939年9月にフランスがドイツに宣戦布告すると、すべてのヴォークラン級は、フランスの輸送船団を護衛し、必要に応じて他の司令部を支援することを任務とする公海軍（FHM：Forces de haute mer）に配属された。ケルサンは一度だけ大西洋で貨物船の護衛にあたったが、それ以外は戦争期間中地中海に留まった。
6月のフランス降伏後、ヴィシー・フランスはFHMを再結成した。ケルサンは7月、ドイツ軍への引き渡しを阻止するため、フランス領アルジェリアでイギリス海軍が艦船を攻撃した際に立ち会ったが、なんとか逃げ延びた。同艦は、1941年半ばに活動を開始するまで予備艦であった。1942年11月、ドイツ軍がヴィシー・フランスを占領した際、ケルサンはトゥーロンで自沈した。戦時中、この船の引き揚げはほとんど行われず、沈没船は1950年に解体された。

## 設計と説明

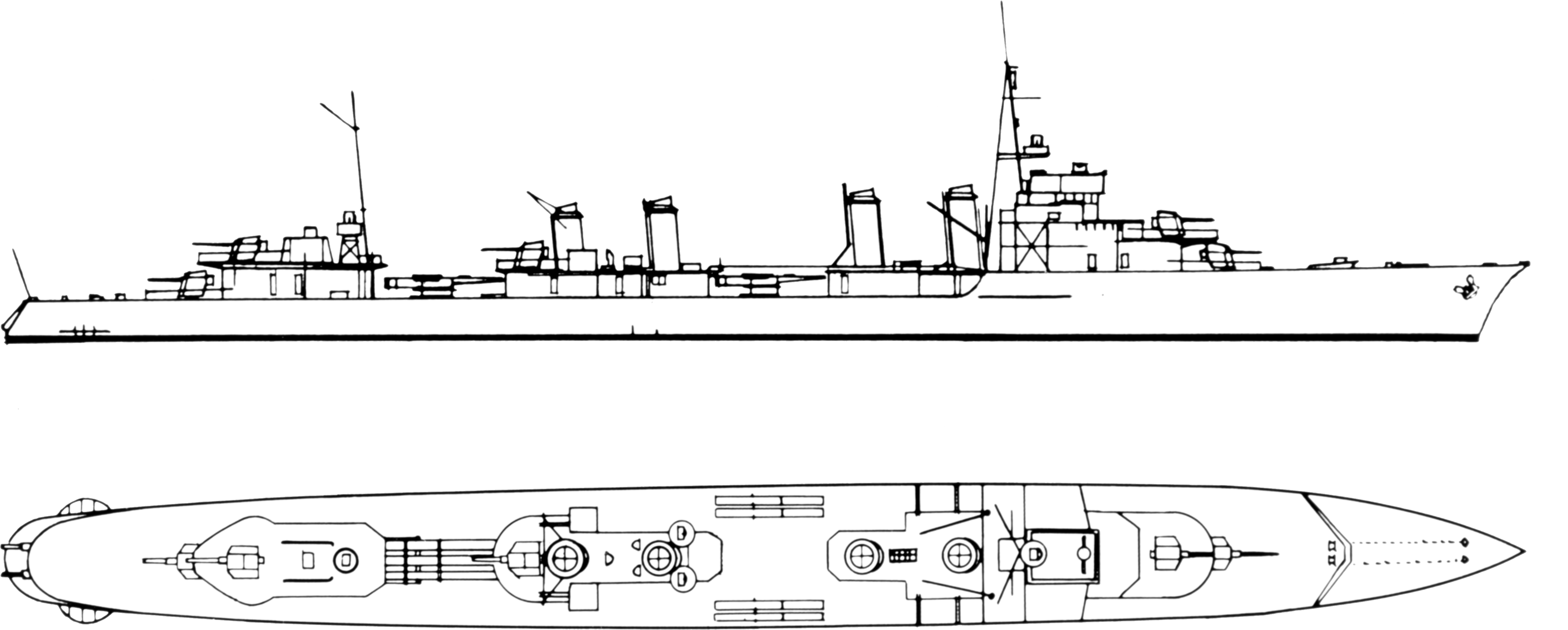
ヴォークラン級の右側面図と平面図

ヴォークラン級は、先行するエーグル級駆逐艦の改良型として設計された。全長129.3メートル、全幅11.8メートル、喫水4.97メートル。標準時の排水量は2,441トン（2,402ロングトン)、満載排水量は3,120トン（3,070ロングトン）であった。4基のデュ・テンプル・ボイラーから供給される蒸気を使用し、それぞれ1つのプロペラシャフトを駆動する2基のギア付きラトー・ブレゲ蒸気タービンで動力を供給した。タービンの出力は64,000メートル馬力（47,000 kW、63,000馬力）で、時速36ノット（67 km/h、41 mph）で推進するよう設計されていた。1933年7月28日の海上公試では、ケルサンのタービンは70,997PS（52,218kW、70,026馬力）を発揮し、38.4ノット（時速71.1km、44.2マイル）を1時間記録した。この船は、14ノット（時速26km）で3,000海里（5,600km、3,500マイル）の航続距離を出すのに十分な重油を積んでいた。乗組員は、平時には10人の士官と201人の乗組員、戦時には12人の士官と220人の下士官で構成されていた。
ヴォークラン級の主兵装は、138.6ミリ（5.5インチ）モデール1927砲5門の単装シールドマウント、上部構造の前部と後部に1基ずつ、後部煙突に5基目の砲を搭載していた。対空兵装は、37ミリ単装砲（1927年式）4門を艦尾に、13.2ミリ連装高射機関砲（1929年式）2門を艦橋横の甲板に装備していた。この艦は550ミリ魚雷発射管用の水上二連装架を2基搭載しており、煙突対の間の各舷側に1基ずつ、煙突後部対の後方に1基の三連装架を備えていた。艦尾には一対の爆雷投射機があり、合計16発の200キログラム（440ポンド）爆雷を搭載、予備としてさらに8発を搭載した。また、艦尾煙突横の両舷に1基ずつ、計12基の100キログラム（220ポンド）爆雷を搭載する爆雷投射機も装備されていた。ブレゲB4 530キログラム（1,170ポンド）機雷を40個投下するためのレールを装備することもできた。

### 改造
1936年に爆雷投射機が撤去され、代わりに200キログラムの爆雷が搭載された。1939年初頭、艦のホッチキス機銃が艦橋の前に再配置された。1940年4月、ケルサンはイギリスのアルファ 128 ASDICシステムを搭載した。9月の開戦後、海軍は対潜水艦戦の戦術を再考し、最終的に1対の爆雷投射機を復活させたが、これは以前搭載されていたものより古いモデルであった。暫定措置として、艦尾に35キログラム（77ポンド）深爆雷用の一対のレールが設置された。各レールには3個の爆雷を収納でき、さらに10個の爆雷が弾薬庫に収納された。1941年5月から6月にかけての改装で、爆雷投射機が装備された。同時に、後部上部構造が改造され、メインマストが撤去され、シングルマウントの3門の25ミリ（1インチ）ホッチキス・モデル1925AA砲と、同じくシングルマウントの1対のブローニング13.2ミリAA機関砲が搭載され、対空装備が増強された。

## 建造と艦歴
ギー・フランソワ・ド・ケルサンにちなんで命名されたケルサンは、1929年の海軍計画の一環として、1930年2月1日にACL（Ateliers et Chantiers de la Loire）に発注された。シャンティエ・ナバル・フランセの労働者を安定的に雇用するため、船体は同社のカーン造船所に発注された。1930年9月19日に起工され、1931年11月14日に進水した。その後、未完成の船はサン・ナゼールにあるACL社の造船所に曳航され、完成した。1933年9月20日に就役し、1934年1月14日に就航した。変速機とタービンの1つに問題があったため、就航は数ヶ月遅れた。
ヴォークラン級は第5軽師団と新設の第6軽師団（Division légère (DL)）に配属され、後に偵察師団（Division de contre-torpilleurs）に改称された。ケルサンとその姉妹艦であるヴォークランとマイレ・ブレゼは、ブレストを拠点とする第2軽戦隊（2e Escadre légère）の第6師団に配属された。第6戦隊は1934年10月にトゥーロンの第1戦隊の大型駆逐艦群（GCT）に編入され、第9戦隊に改番された。1935年6月27日、カサールを除くすべてのヴォークラン級は、第1戦隊と第2戦隊の合同作戦の後、ドゥアルネーズ海峡で海軍大臣フランソワ・ピエトリが行った観艦式に参加した。
1936年7月にスペイン内戦が始まると、ケルサンとカサールは、7月22日にスペインからフランス人を避難させるために割り当てられた艦艇の1隻となり、その後フランスに割り当てられた監視区域をパトロールした。9月24日以降、地中海の大型駆逐艦と駆逐艦の大半は、不介入政策の一環として、月替わりでこれらの任務に就いた。GCTは9月15日に第3軽戦隊という以前の呼称に戻った。10月1日付で、ケルサン、マイレ・ブレゼ、カサールは第9戦隊に、ヴォークラン、タルテュ、シュヴァリエ・ポールは第5戦隊に配属された。第9戦隊は、1937年5月27日にブレストで開催されたアルフォンス・ガスニエ・デュパルク海軍大臣主催の海軍観閲式に参加した。翌年、地中海戦隊は1938年5月から6月にかけて東地中海を巡航した。戦隊は1939年7月1日に地中海艦隊（Flotte de la Méditerranée）に再指定された。
8月27日、ナチス・ドイツとの戦争を見越して、フランス海軍は地中海艦隊を3個中隊からなるフォース・ド・オート・メールに再編成する計画を立てた。フランスが9月3日に宣戦布告すると、再編成が命じられ、ヴォークラン級全艦を含む第5偵察師団と第9偵察師団を含む第3軽戦隊が配属された。この戦隊は9月3日にフランス領アルジェリアのオランに転属し、第9偵察師団の艦船は10月初旬に西地中海での護衛任務に就いた。12月22日、ケルサン、マイレ・ブレゼ、大型駆逐艦アルバトロス、ヴォーバン、Bビゾンは、フランス領モロッコのカサブランカに向かう米軍機を積んだ4隻の貨物船を護衛していたZ部隊、戦艦ロレーヌ、軽巡洋艦ジャン・ド・ヴィエンヌ、マルセイエーズと待ち合わせた。6月22日にフランスが降伏する数日前、ケルサンは水上機母艦コマンダン・テストをトゥーロンからオランまで護衛した。プロペラシャフトが1本しかないにもかかわらず、蒸気を出すことができた。 そして近くのメルス・エル・ケビールに向かった。7月3日、ドイツ軍に艦船が引き渡されないようイギリスが港にいた艦隊を攻撃した際にも同船していたが、1軸の最大速度が20ノット（時速37km、時速23マイル）しか出なかったにもかかわらず、損傷することなくトゥーロンまで脱出することに成功した。

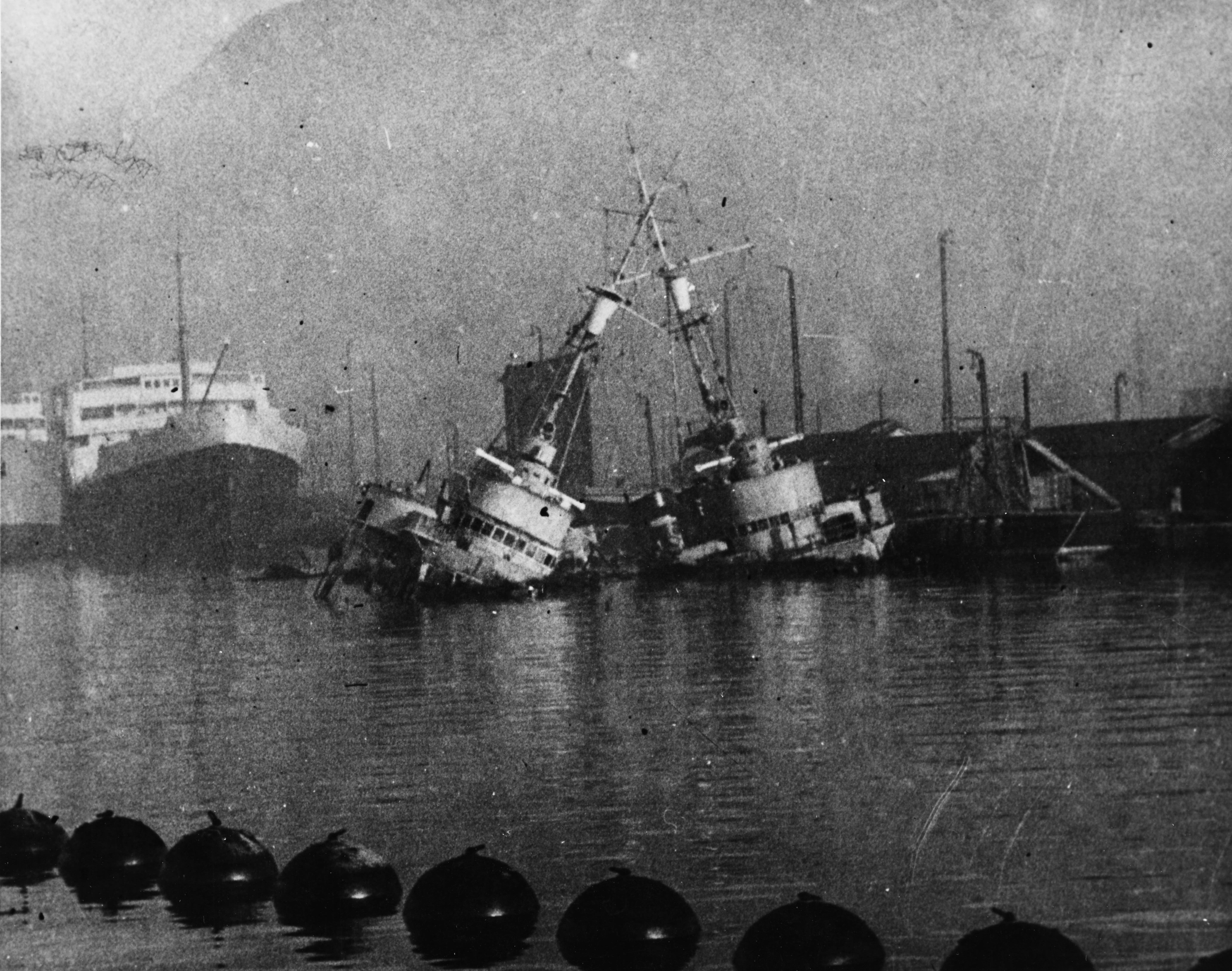
トゥーロンで自沈したヴォークラン（左）とケルサン（1942年11月27日)

ヴィシー・フランス政府は、イタリアとドイツの休戦委員会と部隊の活動と人数を制限する規則を交渉した後、9月25日にオートメール部隊（FHM）を再確立した。ケルサンは、1941年6月15日にFHMに配属され、第7偵察師団に配属されるまで予備艦であった。損傷した戦艦ダンケルクを1942年2月にトゥーロンに護送する準備のため、12月初旬にフランス領アルジェリアのアルジェに移送された。連合国が11月8日にフランス領北アフリカに侵攻した後、ドイツ軍は11月27日にトゥーロンのフランス艦船を無傷で拿捕しようとしたが、乗組員によって自沈させられた。ケルサンは港の底に沈み、リスト化された。引き揚げの努力はほとんどなされず、沈没船は1950年にその場で解体された。